# Erbes-Büdesheim
Erbes-Büdesheim település Németországban, Rajna-vidék-Pfalz tartományban. Lakosainak száma 1434 fő (2023. december 31.).

## Népesség
A település népességének változása:
| Lakosok száma | 893  | 1411 | 1409 | 1428 | 1402 | 1434 |
|               | 1975 | 2017 | 2019 | 2021 | 2022 | 2023 |